# 国鉄タキ1100形貨車
国鉄タキ1100形貨車（こくてつタキ1100がたかしゃ）は、かつて日本国有鉄道（国鉄）に在籍した私有貨車（タンク車）である。

## 概要
本形式は、揮発油（ガソリン）専用の28t 積タンク車として1949年（昭和24年）11月25日に5両（タキ1100-タキ1104）が新潟鐵工所にて製作された。
所有者は日本石油でありその常備駅は、山陽本線の下松駅であった。
1979年（昭和54年）10月より化成品分類番号「燃32」（燃焼性の物質、引火性液体、危険性度合1（大））が標記された。
ドーム付き直円筒型のタンク体は、普通鋼（一般構造用圧延鋼材、SS41現在のSS400）製であり荷役方式はタンク上部にあるマンホールからの上入れ、吐出管からの下出し式である。
車体色は黒色、寸法関係は全長は12,500mm、全高は3,910mm、軸距は9,850mm、自重は17.9t、実容積は35.0m3、換算両数は積車4.5、空車1.8であり、台車はベッテンドルフ式のTR41Cである
1981年（昭和56年）3月25日 に最後まで在籍した3両（タキ1100、タキ1102-タキ1103）が廃車となり同時に形式消滅となった。